# Harbke
Harbke is een gemeente in de Duitse deelstaat Saksen-Anhalt, en maakt deel uit van de Landkreis Börde.
Harbke telt 1.790 inwoners.
Altenhausen ·
Am Großen Bruch ·
Angern ·
Ausleben ·
Barleben ·
Beendorf ·
Bülstringen ·
Burgstall ·
Calvörde ·
Colbitz ·
Eilsleben ·
Erxleben ·
Flechtingen ·
Gröningen ·
Haldensleben ·
Harbke ·
Hohe Börde ·
Hötensleben ·
Ingersleben ·
Kroppenstedt ·
Loitsche-Heinrichsberg ·
Niedere Börde ·
Oebisfelde-Weferlingen ·
Oschersleben (Bode) ·
Rogätz ·
Sommersdorf ·
Sülzetal ·
Ummendorf ·
Völpke ·
Wanzleben-Börde ·
Wefensleben ·
Westheide ·
Wolmirstedt ·
Zielitz